# Aleksandar Zorić
Aleksandar Zorić (1922, data de morte desconhecida) foi um ciclista iugoslavo.
Representando a Iugoslávia, competiu na prova individual e por equipes do ciclismo de estrada nos Jogos Olímpicos de Verão de 1948, disputadas na cidade de Londres, Reino Unido.